# Костьер де Ним

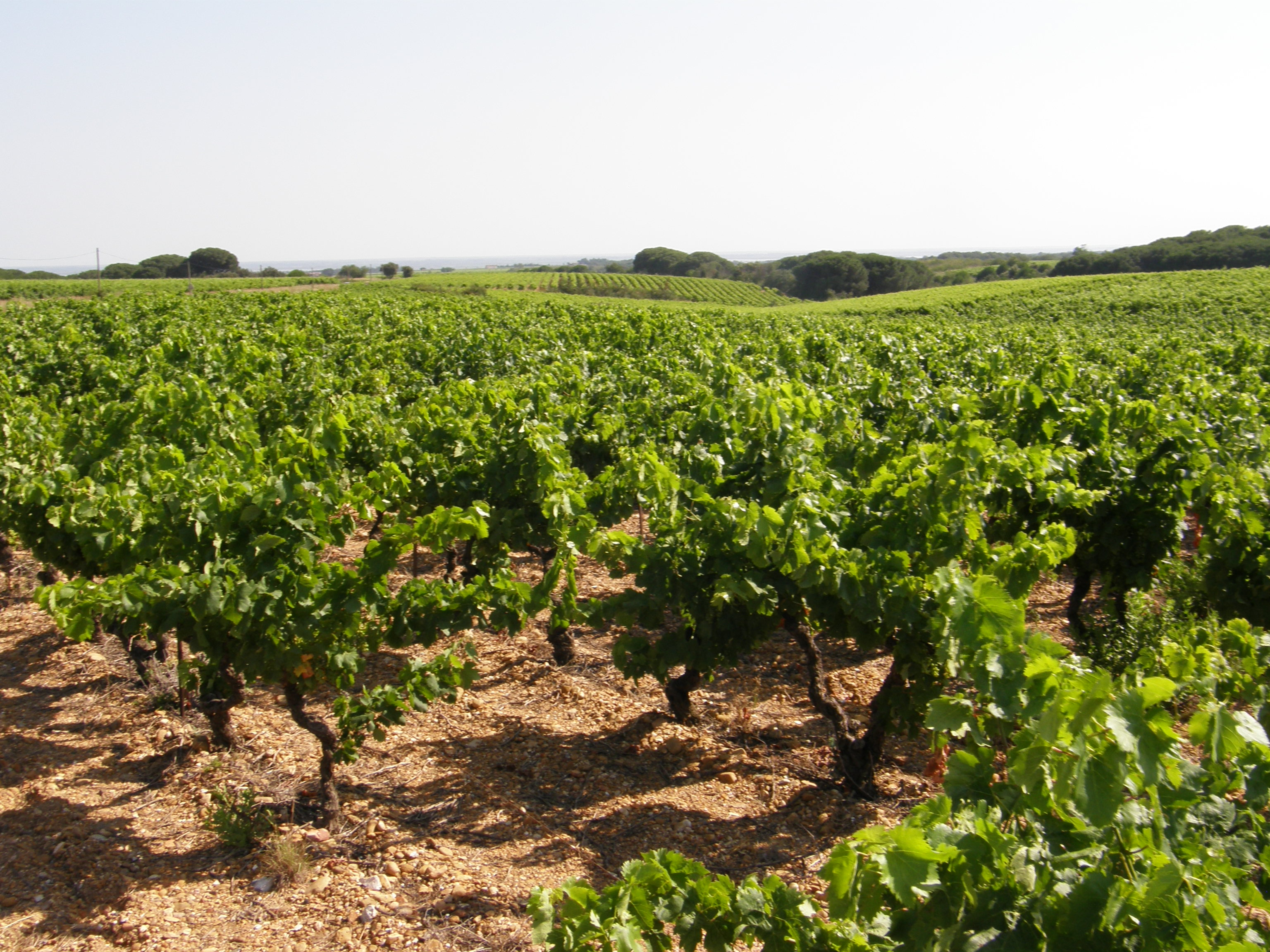
Виноградники в районе города Ним

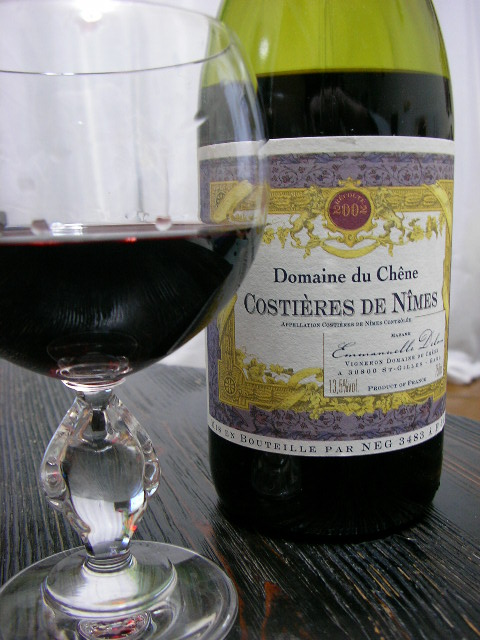
Красное вино из региона Костьер де Ним

Костьер де Ним (фр. Costières de Nîmes) - винодельческий  регион во Франции, находящийся на северо-востоке обширного вино-производящего ареала Лангедок. Простирается на юг и восток от города Ним, севернее Камарга. Является "переходной зоной" к винодельческому региону долины река Рона, Кот дю Рон, географически также относится к территориям долины Роны. Обозначение Costières de Nîmes официально утверждено комиссией АОК (Appellation d’Origine Contrôlée, AOC) в 1986 году. 
Район вино-производителей «Кларет де Бельгард» (Clairette de Bellegarde), находящийся внутри региона «Костьер де Ним», согласно решению комиссии «Апелляции контроля оригинала» (Appellation d’Origine Contrôlée, AOC) в июле 1986 года было присвоено наименование  Костьер дю Гар (Costières du Gard), однако в 1989 году этим винам было возвращено прежнее обозначение. С июля 2004 года было официально признано, что вина региона «Костьер де Ним» по своему типу соответствуют винам региона долины Роны. В то же  время вина энклава «Кларет де Бельгард» по-прежнему считаются типичными для продукции виноградников региона Лангедок.
Виноградники в «Костьер де Ним» занимают территорию площадью 25 тысяч гектаров в 24 коммунах департамента Гар, однако интенсивно используются лишь примерно половина из них. 4 тысячи гектаров виноградников производят вина, получившие статус АОК (Costières de Nîmes), ещё 7 тысяч гектаров, на территории которые не выполнены условия качества АОК, производятся менее качественные, столовые вина. Местность, где выращиваются виноградники, представляет плоскую равнину с высотами от 20 до 100 метров на уровнем моря. Почвы эпохи плейстоцена преимущественно из осадочных пород рек Рона, Гардон и Дюранс. Всё это в совокупности с действием специфического климата придают произведённым на территории «Костьер де Ним» винам особый вкус и своеобразие.
Более 96% вин, производимых в регионе относятся к красным и розовым винам. Сортов красного вина соответственно 51% от общего объёма продукции, розового вина - 45,5%. Используются таки сорта винограда, как кариньян нуар, сенсо (макс. 40%), гренаш (не менее 25%, а также мурведр и сирах (не менее 20%). При производстве розовых вин разрешается использовать до 10% белого винограда. Белые вина изготавливают из таких сортов винограда, как гренаш блан, марсан бланш, русан, кларет бланш, бурбулен, макабео и верментино.
Вина «Костьер де Ним» охотно покупаются за границами Франции. В 2010 году на первом месте по закупкам его была Бельгия, ей следовала Германия. В 2016 году на первое место вышла КНР, ей следовали соответственно США и Великобритания.